# محافظة بوفا
بوفا هي محافظة تقع في إقليم بوكي في غينيا. عاصمتها بوفا. تبلغ مساحة المحافظة 5,050 كيلومتر مربع (1,950 ميل2) ويبلغ عدد سكانها 212.583 نسمة.

## المحافظات الفرعية
تنقسم المحافظة إدارياً إلى 8 محافظات فرعية :
1. بوفا مركز
2. كوليا
3. دوبرو
4. كوبا تاتيما
5. ليسو
6. مانكونتان
7. تاميتا
8. تونييفيلي